# Шкотовский район
Шко́товский райо́н — административно-территориальная единица (район) в Приморском крае России. В рамках организации местного самоуправления ему соответствует Шкотовский муниципальный округ (с 2004 до 2023 гг. — муниципальный район).
Административный центр — посёлок городского типа Смоляниново (до 1964 года — пгт Шкотово, с 1964 до 2004 года — город Большой Камень). Из-за исторических особенностей администрация района (округа) находится за его границами в Большом Камне, официально не являющимся его административным центром с 2004 года.
Шкотовский район образован 4 января 1926 года. Площадь — 2664,5 км². Население — 21 051 чел. (2024 год).

## Физико-географическая характеристика

### Географическое положение и рельеф
Район расположен на юге края на берегу Уссурийского залива Японского моря. Состоит из двух частей — основной части и полуанклава, отделённого от района территорией Большого Камня.
Граничит на севере с Михайловским, на северо-востоке — с Анучинским, на юго-востоке — с Партизанским районами (муниципальными округами), на востоке — с Партизанским городским округом, на юге — с городским округом ЗАТО Фокино, на юго-западе — с городским округом Большой Камень, на западе — с Артёмовским городским округом, на северо-западе — с Уссурийским городским округом. На юго-западе граница проходит по береговой линии Уссурийского залива. Общая протяжённость границ составляет примерно 296 км, из них 262 км — сухопутная часть и 34 км — водная часть границы.
Общая площадь района — 2 664,5 км².
Основу рельефа района составляют средне- и низкогорье с долинными ландшафтами горных и полугорных рек. Район окружён с трёх сторон хребтами: на севере — горы Пржевальского (гора Лысая, 1241 м), на востоке — хребет Большой Воробей (гора Туманная, 1229 м), на юге — Ливадийский хребет (гора Ливадийская (Пидан), 1332 м) — поэтому его рельеф представляет собой огромный театр, обращённый на запад к Уссурийскому заливу. Колебания высот — от 0 до 1332 метров.
Из-за сильных углов наклона склонов (более 30°) в горах распространены сели и осыпи. Несмотря на то, что почти весь Приморский край относится к районам с низкой лавинной опасностью, в границах Шкотовского района был как минимум один трагический случай из-за схода лавины.

### Геологическое строение и полезные ископаемые
Территория, занимаемая Шкотовским районом, находится в восточной части Амурской плиты. Максимальный возраст отложений на территории района — поздняя пермь (260 млн лет) на левобережье реки Артёмовки и между Шкотовкой и Стеклянухой.
Интенсивность землетрясений в районе достигает 6 баллов.
Основное полезное ископаемое района — бурый уголь, представленный Шкотовским буроугольным месторождением, состоящим из трёх участков. По состояния на 1 января 1997 года разведанные запасы по категориям А+В+С1 составляли 192,82 млн тонн, по С2 — 19,99 млн тонн.
Кроме того в районе имеются проявления газов и нефти, а также торфа. Последний имеют большую зольность (28-39 %) и бо́льшая часть его запасов является забалансовой.
Шкотовский район является одной из древнейших территорий Приморского края, на которой велась добыча золота — оно здесь добывалось ещё при Бохайском государстве. На территории района целиком или частично расположены 4 рудно-рассыпных узла: Криничный, Находкинский, Гордеевский и Смоляниновский. Запасы золота на последнем оцениваются в 7 тонн, а общие в 44 тонны.
В районе расположены несколько месторождений строительных материалов — диоритовых и андезитовых порфиров (вторых — около 35 млн м³), диабазов (4459 тыс. м³), базальтов и андезито-базальтов (7496 тыс. м³ всего), глины, песка и песчано-гравийной смеси (282,3 и 6548 тыс. м³ соответственно).
Крупнейшим месторождением подземных вод является Шкотовское, дающее Владивостоку 80 тыс. м³ пресной воды в сутки. Также имеется пара месторождений минеральных вод с общим дебетом около 1500 м³/сут.

### Гидрография
Район обладает густой речной сетью, длина рек на один квадратный километр — от 0,7 до 0,9 км. Почти вся территория района расположенная в бассейнах четырёх рек — Артёмовки, Шкотовки, Суходола и Петровки (в порядке уменьшения площади водосборного бассейна), которые впадают в две бухты Уссурийского залива — Муравьиную и Суходол. Питание у рек преимущественно дождевое, поэтому наблюдается неравномерный сток в разное время года. Модуль стока — 7,9-10 л/сек·км², средняя мутность воды в реках — 80 г/м³. У района последнее место по краю по показателю среднегодовой водообеспеченности населения района (1,15 тыс. м³/чел.). Общий годовой сток — 0,966 км³/год.
В районе расположены три водохранилища — Артёмовское (объём 118,2 млн м³; обеспечивает пресной водой Владивосток), Петровское (объём 6,6 млн м³; обеспечивает Большой Камень) и Кучелиновское (объём 5,39 млн м³; обеспечивает Артёмовскую ГРЭС).

### Растительность
Район расположен в Южно-Сихотэ-Алинской горной провинции Восточной буроземно-лесной области. Основной тип почв — бурые лесные, на втором месте — буро-подзолистые. Территория района сразу в двух лесных зонах — зоне смешанных хвойно-широколиственных и широколиственных лесов и зоне хвойных лесов. Флору района составляют 74 древесные породы, 98 кустарников, 1390 травянистых растений, 55 папоротников и другие растения (всего около 1600 видов, что составляет 76 % процентов от всех видов флоры Южного Сихоте-Алиня). Лесистость — 86,6 %.
Горная растительность
Вершины Ливадийского хребта расположены в поясе горных тундр, где господствуют лишайники и мхи с вкраплениями брусники, багульника, рододендрона и других растений.
Ниже этого пояса расположены кустарниковые заросли подгольцового пояса; уникальное растение этого пояса — строгий эндемик Сихоте-Алиня — микробиота перекрёстнопарная, рядом с которой произрастает багульник и, реже, другие виды кустарников.
Каменноберёзовые леса узким поясом окаймляют подгольцовый пояс и состоят в основном из берёзы шерстистой. На северных склонах подлесок состоит из папоротников, микробиоты, мхов и некоторых видов деревьев (ольхи, рябины, заманихи, клёна).
Пихто-еловые леса расположены на высотах от 600—750 до 1100—1150 метров. В подлеске в зависимости от высоты могут быть: микробиота, папоротники, кустарники и низкорослые деревья. На этом заканчивается зона хвойных лесов.
Кедрово-широколиственные леса достигают высот в 600—700 метров. Основой этих лесов является кедр корейский, среди которого произрастают лиственные породы — берёза ребристая, липа амурская, клён. На высотах 450—700 метров можно найти тис остроконечный.
Чернопихтово-широколиственные леса находятся не выше 300—400 метров на уровнем моря. Основа — чёрная пихта (пихта цельнолистная). В основном расположены в Уссурийском заповеднике.
Основой дубового леса является дуб монгольский. Лес этого типа занимает большую часть склонов низкогорий с уничтоженным в результате рубок и пожаров коренным лесом.
На Шкотовском плато в заболоченных местах в окружении елово-пихтовых лесов встречаются лиственничные леса. Основа — лиственница Каяндера.
Растительность долин
Изначально в речных долинах произрастала лесная растительность в виде кедрово- и чернопихтово-широколиственных и других лесов. По берегам рек росли тополь корейский и чозения. По берегам росли многочисленные кустарники, а на заболоченных участках два вида ольхи — пушистая и японская. Коренная растительность была уничтожена во времена заселения района. Уже в 1913 году академик Комаров отмечал, что в долине Шкотовки уже нет леса.
В верхних течениях рек растут кедры, чёрная пихта, ясень маньчжурский, ильм японский, тополь корейский и Максимовича, чозения земляничниколистная; в нижних течения — ольха приморская и пушистая.
В Шкотовском районе первичные луга встречаются редко: в основном в приустьевых заливаемых долинах крупных рек, вторичные — на месте осушения болот и сведённых дубовых лесов и зарослей кустарника. Все кустарниковые заросли вторичного происхождения.

### Животный мир
Из-за природных особенностей района (разнообразие ландшафтов, мягкий климат и другие), его фауна очень богата по видовому составу. В районе обитает несколько видов краснокнижных животных — дальневосточный лесной кот, амурский тигр, горал, большой погоныш, дальневосточная черепаха, водяная кутора, а также более десятка околоводных видов птиц; зимуют краснокнижные орлан-белохвост, белоплечий орлан, беркут и чёрный гриф.
Крупнейшие млекопитающие — бурый и гималайский медведи и амурский тигр (все хищники). Из копытных животных в районе обитают: кабарга, кабан, изюбрь, пятнистый олень, косуля и горал. Также много хищников, кроме уже упомянутых амурского тигра и двух видов медведей, это: волк, лисица, рысь, дальневосточный лесной кот, соболь, барсук и другие.
Орнитофауна в районе представлена множеством видов птиц, среди которых: филин, ушастая сова, скалистый голубь, сапсан, фазан и другие. В районе зимует более десятка видов птиц, а ещё 30 видов пролетает во время весенне-осенних миграций.
В районе встречается несколько видов рептилий (амурская долгохвостка, амурский и узорчатый полозы, каменистый и уссурийский щитомордники, тигровый уж и дальневосточная черепаха) и амфибий (в основном жабы и лягушки).
В бухтах, омывающих район, обитают тихоокеанские лососи, которые нерестятся в реках Южного Приморья. Также в реках водится гольян Лаговского, который однако не представляет промысловой ценности.

### Экология и охрана природы
На территории района расположено 6 особо охраняемых природных территорий: 1 федерального значения (59,1 % территории Уссурийского государственного природного заповедника им. ак. В. Л. Комарова) и 5 регионального:
- водопад Неожиданный (Горбатый);
- водопад Тигровый;
- пещера Раздумий;
- пещера Серебряная;
- пещера Спящая Красавица[26].

### Климат
Климат муссонный. В Шкотовском районе в среднем 38 дней с туманом в год, что в 1,5-2,5 раза меньше, чем в других прибрежных территориях края. При этом одна из вершин района — гора Воробей — является рекордсменом края по количеству туманных дней (183 дня в год), также здесь выпадает более метра осадков в год, что является одним из самых больших значений в крае.
Среднегодовая температура воздуха +2,6-3,8 °C в долинах и −1,3-1,8 °C в горах; средняя температура января — 16,5 °C; средняя температура июля + 18,7 °C (Штыково). Абсолютный максимум наблюдается в июле + 37 °C, абсолютный минимум в январе — 42 °C (Новохатуничи). Продолжительность безморозного периода находится в пределах 130—140 дней, хотя в горах заморозки случаются даже в июле.
Средняя годовая норма осадков по району колеблется в пределах 700—1100 мм; наибольшее количество осадков обычно приходится на август-сентябрь, а наименьшее на январь-февраль. Гористость района сильно влияет на распределение осадков — например, разница в среднегодовой норме осадков между селом Центральным и горой Воробей составляет 314 мм, хотя между ними всего 13 километров. Во время тайфунов интенсивность осадков достигает 2,0-2,4 мм/мин. и более.
Весенние заморозки обычно заканчиваются к 12-24 мая. Первые заморозки начинаются 28-30 сентября, а в горных районах — 2-5 октября. Устойчивый снежный покров в горах образуется 10 ноября, а в долинах — 27 ноября — 7 декабря. Начало разрушения снежного покрова приходится на середину марта в долинах и середину апреля в горах. Число дней со снежным покровом составляет от 3 месяцев в долинах до 174 дней в горах, его высота достигает 46-57 см.
В зимние месяцы преобладают северо-западные, северные и северо-восточные ветры (повторяемость 45-74 %), в горах — северные и северо-западные (повторяемость 83-84 %). Повторяемость южных направлений ветров зимой составляет от 1 до 4 %. Летом муссонность выражена меньше — повторяемость южных ветров колеблется в широких пределах от 21 до 64 %. В горах летом почти 50 % времени дуют ветра неюжных направлений. Средняя скорость ветра за год колеблется от 2,4 (Шкотово) до 9,4 (гора Пидан) м/с. Безветренная погода в равнинных районах — около 30 % летом и 14-19 % зимой, в горах — 9-14 % и 2-3 % соответственно. На Ливадийском хребте наблюдается наибольшее по краю количество дней с сильными ветрами (139 дней).
| Показатель | Янв.  | Фев.  | Март | Апр. | Май  | Июнь  | Июль  | Авг.  | Сен.  | Окт. | Нояб. | Дек. | Год  |
| --- | ----- | ----- | ---- | ---- | ---- | ----- | ----- | ----- | ----- | ---- | ----- | ---- | ---- |
| Абсолютный максимум, °C | +4    | +11   | +19  | +22  | +28  | +32   | +37   | +34   | +31   | +23  | +20   | +10  | +37  |
| Средняя температура, °C | −16,5 | −12,7 | −4,6 | +3,8 | +9,3 | +14,1 | +18,7 | +20,2 | +14,2 | +6,5 | −3,6  | −13  | +3,0 |
| Абсолютный минимум, °C | −38   | −36   | −34  | −14  | −6   | 0     | +5    | +4    | −6    | −14  | −28   | −36  | −38  |
| Норма осадков, мм | 15    | 20    | 29   | 45   | 66   | 84    | 92    | 130   | 114   | 53   | 42    | 26   | 716  |
| Средняя скорость ветра, м/с | 3,4   | 3,3   | 3,1  | 3,0  | 2,8  | 2,3   | 2,0   | 2,0   | 2,5   | 2,9  | 3,2   | 3,2  | 2,8  |
| Источник: Бровко П. Ф., Берсенев Ю. И., Петренко В. С. и др. Шкотовский район. — Владивосток: Издательство Дальневосточного университета, 2005. — 186 с. — (Приморье: природа и ресурсы). |       |       |      |      |      |       |       |       |       |      |       |      |      |

| Показатель | Янв.  | Фев.  | Март | Апр. | Май  | Июнь  | Июль  | Авг.  | Сен. | Окт. | Нояб. | Дек. | Год  |
| --- | ----- | ----- | ---- | ---- | ---- | ----- | ----- | ----- | ---- | ---- | ----- | ---- | ---- |
| Абсолютный максимум, °C | 0     | +4    | +13  | +20  | +27  | +28   | +30   | +28   | +24  | +18  | +12   | +5   | +30  |
| Средняя температура, °C | −20,8 | −17,3 | −11  | −1,3 | +6,0 | +11,0 | +15,4 | +15,0 | +8,3 | +0,5 | −9,6  | −18  | −1,8 |
| Абсолютный минимум, °C | −40   | −37   | −29  | −20  | −7   | −2    | +3    | 0     | −6   | −17  | −31   | −36  | −40  |
| Норма осадков, мм | 30    | 21    | 48   | 66   | 97   | 109   | 136   | 214   | 155  | 81   | 66    | 41   | 1064 |
| Средняя скорость ветра, м/с | 10,6  | 9,3   | 8,2  | 8,4  | 7,2  | 5,7   | 5,4   | 5,2   | 6,2  | 6,9  | 8,9   | 10,7 | 7,7  |
| Источник: Бровко П. Ф., Берсенев Ю. И., Петренко В. С. и др. Шкотовский район. — Владивосток: Издательство Дальневосточного университета, 2005. — 186 с. — (Приморье: природа и ресурсы). |       |       |      |      |      |       |       |       |      |      |       |      |      |

## История

### Предыстория
Хотя первые стоянки на берегу залива Петра Великого появляются в неолите, самое раннее поселение на территории Шкотовского района упоминаемое в литературе датируется ранним железным веком и относится к янковской культуре (поселение Малая Подушечка около села Новонежино). На памятнике «Солонцовая 2» один слой относится к янковской культуре эпохи палеометалла (VIII—I века до н. э.), другой слой — кроуновской культуре раннего железного века (V век до н. э.—I век н. э.). Объект «Штыково 3» относится к эпохе палеометалла (I тысячелетие до н. э.).

### История до XVIII века
В 698 году мохэсец Да Цзожун основывает государство Чжэнь (в 713 году переименовано в Бохай), которое включало почти весь современный Приморский край.
В 926 году Бохай уничтожается племенами киданей и спустя век на его месте возникает империя чжурчжэней Цзинь. В 1215 году падает и она; её восточная часть провозглашается самостоятельным государством — Восточным Ся. Ему удалось просуществовать 19 лет, после чего в 1233 году оно было разбито монголами. С тех пор и до середины XVIII века юг Приморского края оказался замкнутым в себе и не входил ни в одно государство.

### Российская империя
После подписания Пекинского договора начинается процесс активного заселения южного Приморья. До прихода русских на территории района существовало множество китайских и корейских деревенек, жители которых жили в фанзах. В 1865 году возникает первое русское поселение на территории района — село Шкотово. В мае 1868 года село было сожжено хунхузами, но в этот же год восстановлено. В ноябре этого же года район посетил известный путешественник Николай Михайлович Пржевальский.
Следующие славянские поселения появились лишь спустя 20 лет — Штыково (Майхэ, 1883), Многоудобное (1884), Петровка (1884), Новонежино (1885), Романовка (1885).
17 июня 1909 года согласно закону «Об административном переустройстве Приморской области и острова Сахалина» из состава Приморской области были выделены Сахалинская и Камчатская области. В том же году Южно-Уссурийский уезд был разделён на 3 уезда: Никольск-Уссурийский, Иманский и Ольгинский. Территория будущего Шкотовского района входила в состав Ольгинского уезда Приморской области и была разделена между пятью волостями: Новонежинской, Петровской, Цемухинской, Майхинской и Кневичанской волостью Никольск-Уссурийского уезда.

### Советский период
По закону Правительства ДВР от 6 ноября 1922 года была образована Приморская губерния, в которую помимо прочих входил Сучанский район, в который входили волости: Шкотовская, Петровская, Новонежинская, Кневичанская, Многоудобненская, Новолитовская, Сучанская и Фроловская. Согласно решению Приморского губисполкома от 11 января 1924 года было произведено укрупнение волостей и Сучанский район стал состоять из трёх волостей — Шкотовской (Шкотовская, Петровская, Новонежинская, Кневичанская, Многоудобненская волости), Сучанской (Сучанский Рудник и Фроловская волость) и Владимиро-Александровской (Сучанская и Новолитовская волости), сам район вошёл во Владивостокский уезд.
В соответствии с постановление ВЦИК от 4 января 1926 года Владивостокский уезд был преобразован во Владивостокский округ в составе Дальневосточного края, и в него вошли две части разделённого Сучанского района — Сучанский и Шкотовский. В то время Шкотовский район включал территории современных Шкотовского района, городских округов Большой Камень и ЗАТО Фокино, Артёмовского городского округа, посёлок Трудовое.
По итогам Всесоюзной переписи населения 1926 года в районе было 384 населённых пункта объёдинённых в 52 сельсовета. По числу населённых пунктов район занимал первое место в Дальневосточном крае. При этом характерной особенностью района было большое количество мелких населённых пунктов (117 — с населением меньше 10 человек, 160 — с населением от 10 до 50 человек).
В связи с депортацией корейцев из Приморья в Среднюю Азию в сентябре 1937 года на территории района были ликвидированы 45 населённых пунктов и 7 сельсоветов.
2 февраля 1938 году из состава Будённовского района был передан Домашлинский сельсовет. В 26 октября 1938 года Указом Президиума ВС РСФСР был образован и выведен из состава района город Артём, к нему же 5 февраля 1943 года были переподчинены сёла Угловое и Трудовое (оба с одновременным отнесением к категории рабочих посёлков) и Шевелёвский сельсовет, а в 1957 году — Кневичанский и Кролевецкий сельсоветы (сёла Кневичи, Кролевец и Суражевка).
1 февраля 1963 года район был преобразован в Шкотовский промышленный район, а часть сельсоветов (Майхинский, Многоудобненский, Центральненский, Харитоновский и Новороссийский) передана в Надеждинский сельский район. 26 октября 1964 года решением Крайисполкома центр района был перенесён в рабочий посёлок Большой Камень. 12 января 1965 года район был вновь преобразован в Шкотовский в прежних границах. Указом Президиума ВС РСФСР от 4 октября 1980 года посёлок Тихоокеанский был преобразован в город Шкотово-17 и выведен из состава района, а в дальнейшем получил наименование Фокино. 22 сентября 1989 года посёлок Большой Камень получает статус города и выходит из состава района, а сам район отдаётся в подчинение Большекаменскому городскому Совету народных депутатов.

### Современный период (с 1991)
В декабре 2004 год административным центром муниципального района (с января 2023 года— муниципального округа) стал посёлок городского типа Смоляниново. До этого официально и до сих пор фактически администрация муниципального района (муниципального округа) продолжает находиться за его пределами, в городе Большой Камень.

## Население
| 1926     | 1928     | 1929    | 1930    | 1931    | 1933    | 1939    | 1959    | 1970    | 1979    |
| -------- | -------- | ------- | ------- | ------- | ------- | ------- | ------- | ------- | ------- |
| 37 866   | ↗41 000  | ↘37 245 | ↗42 600 | ↗45 600 | ↘45 000 | ↗47 027 | ↗58 353 | ↗82 197 | ↗91 303 |
| 1989     | 1992     | 2002    | 2005    | 2006    | 2007    | 2008    | 2009    | 2010    | 2011    |
| ↗111 460 | ↗114 100 | ↘25 809 | ↘25 569 | ↗25 604 | ↘25 227 | ↗25 569 | ↘25 317 | ↘24 511 | ↘24 482 |
| 2012     | 2013     | 2014    | 2015    | 2016    | 2017    | 2018    | 2019    | 2020    | 2021    |
| ↘24 364  | ↘24 285  | ↘24 233 | ↗24 281 | ↗24 495 | ↘24 297 | ↘24 182 | ↘23 939 | ↘23 825 | ↘21 343 |
| 2022     | 2023     | 2024    |         |         |         |         |         |         |         |
| ↘21 302  | ↘21 135  | ↘21 051 |         |         |         |         |         |         |         |

### Урбанизация
Городское население (посёлки городского типа Смоляниново и Шкотово) составляет 46,65 % от всего населения района.
Демография
Количество родившихся и умерших (абсолютные цифры)

## Населённые пункты
В Шкотовском районе (муниципальном округе) 21 населённый пункт, в том числе 2 городских населённых пункта (посёлка городского типа) и 19 сельских населённых пунктов.
| №  | Населённый пункт | Тип      | Население | Бывшее муниципальное образование   |
| -- | ---------------- | -------- | --------- | ---------------------------------- |
| 1  | Смоляниново      | пгт      | ↗5247     | Смоляниновское городское поселение |
| 2  | Шкотово          | пгт      | ↘4573     | Шкотовское городское поселение     |
| 3  | Анисимовка       | село     | ↘715      | Новонежинское сельское поселение   |
| 4  | Лукьяновка       | деревня  | ↘79       | Новонежинское сельское поселение   |
| 5  | Многоудобное     | село     | ↘1160     | Штыковское сельское поселение      |
| 6  | Молёный Мыс      | деревня  | ↘11       | Романовское сельское поселение     |
| 7  | Мысовой          | посёлок  | ↘494      | Подъяпольское сельское поселение   |
| 8  | Новая Москва     | деревня  | ↗120      | Центральненское сельское поселение |
| 9  | Новонежино       | посёлок  | ↘1955     | Новонежинское сельское поселение   |
| 10 | Новороссия       | село     | ↘479      | Центральненское сельское поселение |
| 11 | Подъяпольское    | посёлок  | ↘1714     | Подъяпольское сельское поселение   |
| 12 | Речица           | деревня  | ↘337      | Романовское сельское поселение     |
| 13 | Рождественка     | деревня  | ↗142      | Новонежинское сельское поселение   |
| 14 | Романовка        | село     | ↘1981     | Романовское сельское поселение     |
| 15 | Смяличи          | деревня  | ↗23       | Центральненское сельское поселение |
| 16 | Стеклянуха       | село     | ↘290      | Центральненское сельское поселение |
| 17 | Стрелок          | ж.д. рзд | ↘21       | Подъяпольское сельское поселение   |
| 18 | Царёвка          | деревня  | ↘150      | Романовское сельское поселение     |
| 19 | Центральное      | село     | ↘608      | Центральненское сельское поселение |
| 20 | Штыково          | посёлок  | ↘1361     | Штыковское сельское поселение      |
| 21 | 53-й км          | ж.д. рзд | ↗30       | Новонежинское сельское поселение   |

### Общая карта
- административный центр де-юре
- административный центр де-факто
- существующие НП
- упразднённые НП

Упразднённые НП взяты с карт: 
- РККА, 1:100000, 1939 год.

## Муниципальное устройство
В рамках организации местного самоуправления в границах района функционирует Шкотовский муниципальный округ (с 2004 до 2023 гг. — Шкотовский муниципальный район).
С декабря 2004 до января 2023 гг. в существовавший в этот период Шкотовский муниципальный район входили 7 муниципальных образований, в том числе 2 городских поселения и 5 сельских поселений.
| № | Муниципальное образование в 2004—2023 гг. | Административный центр | Количество населённых пунктов | Население (чел.) | Площадь (км²) |
| - | ----------------------------------------- | ---------------------- | ----------------------------- | ---------------- | ------------- |
| 1 | Смоляниновское городское поселение        | пгт Смоляниново        | 1                             | ↘5234            | 178,47        |
| 2 | Шкотовское городское поселение            | пгт Шкотово            | 1                             | ↘4614            | 80,75         |
| 3 | Новонежинское сельское поселение          | посёлок Новонежино     | 5                             | ↘2735            | 395,71        |
| 4 | Подъяпольское сельское поселение          | посёлок Подъяпольское  | 3                             | ↘2151            | 22,21         |
| 5 | Романовское сельское поселение            | село Романовка         | 4                             | ↘2465            | 401,75        |
| 6 | Центральненское сельское поселение        | село Центральное       | 5                             | ↘1440            | 650,07        |
| 7 | Штыковское сельское поселение             | посёлок Штыково        | 2                             | ↘2521            | 935,54        |

К 1 февраля 2023 года все городские и сельские поселения были упразднены и вместе со всем муниципальным районом преобразованы путём их объединения в муниципальный округ.

## Органы местного самоуправления
Структуру органов местного самоуправления Шкотовского муниципального округа составляют:
- Дума Шкотовского муниципального округа (Дума муниципального округа, Дума округа) – представительный орган Шкотовского муниципального округа;
- Глава Шкотовского муниципального округа (Глава муниципального округа, Глава округа) – высшее должностное лицо Шкотовского муниципального округа;
- Администрация Шкотовского муниципального округа (Администрация округа, местная администрация) – исполнительно-распорядительный орган Шкотовского муниципального округа;
- Контрольно-счетная комиссия Шкотовского муниципального округа[95].

В Думе Шкотовского района 17 депутатов, срок полномочий — 5 лет.
Действующий глава Шкотовского района — Носов Владимир Александрович, избран 28 ноября 2023 года. Срок полномочий — 5 лет.

## Официальная символика
Герб
Герб Шкотовского района утверждён Решением № 243 Думы Шкотовского муниципального района 26 мая 2006 года.
В червленом поле над лазоревой оконечностью, обремененной золотой рыбой, соединенные основаниями три золотые кедровые шишки (1 и 2) и три хвойных кедровых побега (2 и 1) того же металла.
Герб Шкотовского района может воспроизводиться в двух равно допустимых версиях: без вольной части и с вольной частью — четырёхугольником, примыкающим к верхнему правому углу герба Шкотовского района с воспроизведёнными в нём фигурами герба Приморского края.
Герб Шкотовского района может воспроизводиться без короны и со статусной территориальной короной.
Флаг
Флаг Шкотовского района утверждён Решением № 244 Думы Шкотовского муниципального района 26 мая 2006 года.
Флаг Шкотовского района представляет собой прямоугольное полотнище с отношением ширины к длине 2:3, состоящее из красной и голубой горизонтальной полосы, шириной в соотношении 5:2. В середине красной полосы три кедровые шишки с побегами, а в середине голубой части — рыба; все фигуры выполнены в жёлто-оранжевых цветах.

## Экономика
На 2009 год Шкотовский район давал 1,74 % налоговых поступлений в краевой бюджет, доля крупных и средних предприятий в совокупном краевом обороте составляла 1,93 %. В районе сосредоточены основные мощности и резервуары водоснабжения Южного Приморья, расположено транспортное предприятие — локомотивное депо «Смоляниново», обеспечивающее функционирование крупной железнодорожной артерии, в районе развито рыболовство и марикультура. Важной составляющей экономики является сфера рекреации, обслуживающая в первую очередь жителей Владивостока, Артёма и Большого Камня.
На 2015 год экономика района была представлена следующими видами деятельности:
- Производство и распределение электроэнергии, газа и воды
- Обрабатывающие производства (производство пищевых продуктов, текстильное производство, производство транспортных средств и оборудования)
- Рыболовство
- Сельское хозяйство
- Строительство
- Розничная торговля
- Общественное питание
- Платные услуги

### Промышленность
В муниципальном районе развито производство пищевых продуктов: хлебобулочные изделия («Смоляниновский хлебозавод № 1»), производство агар-агара («Шкотовский водорослевой комбинат»), вылов рыбы и выращивание гребешка и мидии («Рыболовецкий Колхоз „Приморец“»). Текстильная промышленность представлена предприятием «Фабрика орудий лова», производящим орудия лова (канаты, сети и снасти). В производстве транспортных средств и оборудования ведут деятельность три предприятия: «Приморский межколхозный судоремонтный завод», локомотивное депо «Приморское», занимающееся ремонтом тягового подвижного состава и «ТМХ — Сервис».

## Бюджет
Бюджет Шкотовского района на 2017 год составил:
- доходы — 523 749,84 тыс. рублей;
- расходы — 535 449,84 тыс. рублей[104].

Дефицит — 11 700,00 тыс. рублей (на 100 тыс. рублей меньше, чем в 2016 году), на 2018 и 2019 года предполагается бездефицитный бюджет. Покрытие дефицита происходит в основном за счёт привлечения кредитных ресурсов.
Самая крупная статья расходов — образование (72,15 %, 386 334,608 тыс. рублей), на втором месте — культура (6.16 %, 33 009,82 тыс. рублей).

## Транспорт и связь
Через район проходит автомобильная дорога Владивосток — Находка, от которой отходят дороги на Партизанск, Ивановку, Большой Камень и другие. Через район также проходит железнодорожная линия Угловая — Находка.
В районе 4 железнодорожные станции (Смоляниново, Шкотово, Новонежино, Анисимовка) и несколько остановочных пунктов. Крупнейшая станция — Смоляниново: от неё отходит железнодорожная ветка на Большой Камень и Дунай и расположено локомотивное депо ТЧэ-8 ДВЖД.

## Социальная сфера

### Средства массовой информации
Официальное и единственное СМИ Шкотовского района — газета «Взморье» (до 18 ноября 1993 года — «Ленинский луч»). Первый номер газеты «Борьба» вышел 3 января 1932 года тиражом 1000 экземпляров. С № 8 газету переименовали в «Ленинский луч». В 1963-65 годах газета называлась «Сельская новь». В 1976 году издание было отмечено дипломом II степени Всероссийского конкурса на лучшее оформление и полиграфическое исполнение городских и районных газет.

### По Шкотовскому району
- Бровко П. Ф., Берсенев Ю. И., Петренко В. С. и др. Шкотовский район. — Владивосток: Издательство Дальневосточного университета, 2005. — 186 с. — (Приморье: природа и ресурсы).
- Хабирбрахманов М. Х., Хортов А. Ф. Дорогой отцов. — Владивосток: Дальневосточное книжное издательство, 1971. — 32 с. — 8000 экз.
- Машков Ю. А. Исторические памятники и места Шкотовского района. — Большой Камень, 2010. — 317 с. — 100 экз.
- Колягин В. В. Шкотово: дорога из прошлого в будущее. Часть 1. — Владивосток: ОИАК, 2012. — 323 с. — 500 экз.

### Общая
- Административно-территориальное деление Приморского края 1856—1980 гг. Справочник / Под. ред. А. И. Крушанова. — Владивосток: Архивный отдел Приморского крайисполкома, Государственный архив Приморского края, 1984. — С. 74—77.
- Дальневосточный край в цифрах : справочник :  [рус.] / под ред.: Р. Шишлянникова, А. Рясенцева, Г. Мевзоса. — Хабаровск : Книжное дело, 1929. — 281 с. — 3000 экз.
- Районы Дальневосточного края : (без Камчатки и Сахалина). — Хабаровск : Книжное дело, 1931. — 224, XCVI с. — 5750 экз.